# Jang Won-young
Pour les articles homonymes, voir Jang.
Dans ce nom coréen, le nom de famille, Jang, précède le nom personnel.
Ne doit pas être confondu avec Jang Woo-young.
Jang Won-young (hangeul: 장원영), née le 31 août 2004 à Séoul, est une chanteuse et mannequin sud-coréenne révélée en tant que membre du girl group nippo-sud-coréen Iz*One formé en 2018. À la suite de la dissolution de celui-ci en 2021, elle devient membre du girl group IVE sous le label Starship Entertainment.
Elle est considérée par les médias sud-coréens comme une « icône représentative de la génération MZ » en raison de son implantation et de son influence dans les industries du divertissement et de la mode.

## Biographie
En 2018, alors âgé de 14 ans, Jang Won-young fait sa première apparition à la télévision en participant à l'émission de survie Produce 48 de Mnet. Elle y représente son agence Starship Entertainment qu'elle a rejoint l'année d'avant. Elle terminera première au classement final, ce qui lui permettra de faire ses débuts au sein du groupe nippo-sud-coréen Iz*One. Au sein du groupe, elle occupe la position de center, c'est-à-dire le membre central recevant le plus d'attention. Elle promouvra alors en tant que membre d'Iz*One pendant deux ans et demi, jusqu'à sa dissolution en avril 2021.
Quelques mois plus tard, en novembre 2021, Jang Won-young est annoncée comme membre de IVE, le nouveau girl group de Starship Entertainment.

### Vie privée
Jang Won-young est née à Séoul le 31 août 2004. Elle a une grande sœur qui se nomme Jang Da-ah et qui est également une artiste sous Starship Entertainment.
À la suite de ses débuts dans Iz*One, le label du groupe, Off the Record, annonce que Wonyoung va quitter le collège Yonggang qu’elle fréquentait pour poursuivre sa scolarité à domicile à partir d’avril 2019. En février 2023, Wonyoung devient diplômée de son lycée artistique, le School of Performing Arts Seoul.
Wonyoung possède de bonnes compétences en anglais grâce à l’école maternelle anglophone qu’elle a fréquenté durant son enfance. Elle a également révélé avoir vécu un certain temps à Atlanta, aux États-Unis, durant son enfance.

## Mode et publicité

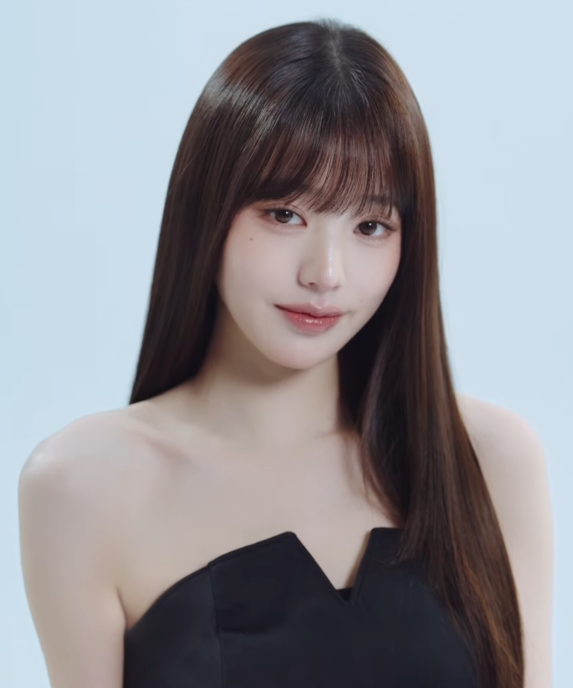
Jang Won-young posant pour la marque Kérastase en 2024.

Parallèlement à ses activités de groupe, Wonyoung fait la couvertures de nombreux magazines de mode coréens afin de promouvoir divers produits de marque tels que Dior, Miu Miu, ou Laura Mercier,,.
Début 2021, elle est la vedette de l'édition de février de Elle Korea où elle promeut la nouvelle collection de la marque de haute couture italienne Miu Miu avec sa collègue Kim Min-ju. Lors de la Fashion Week automne-hiver 2021, Wonyoung a été mentionnée comme l'une des icônes coréennes représentative de Miu Miu avec Im Yoona. Wonyoung apparait ensuite dans des films promotionnels notamment pour les marques Chaumet et à nouveau Miu Miu,.
En juillet 2021, il est annoncé que Wonyoung a été choisie comme nouvelle ambassadrice mondiale de la marque de cosmétiques naturels Innisfree. En octobre, c'est pour la marque de marque de vêtements Kirsh qu'elle devient la muse. En fin d'année, Wonyoung fait la couverture du magazine Harper's Bazaar Korea en tant qu'ambassadrice officielle de la marque Miu Miu et devient la plus jeune mannequin à être à l'affiche du magazine.
En 2022, Wonyoung devient modèle exclusif pour les marques SK Telecom, Hapa Kristin et Eider, mais également ambassadrice de la marque de vêtements de golf Gospheres. En août, il est annoncé que Wonyoung a été choisi pour être la première artiste coréenne ambassadrice de la marque française de joaillerie FRED.
En octobre 2023, Wonyoung a été nommée par la plateforme de marketing d'influence Lefty comme la 13e personnalité la plus influente de la Fashion Week de Paris. Son apparition générant une valeur médiatique estimée (EMV) à 3 millions de dollars.

## Discographie

### Crédits musicaux
| Année | Titre         | Artiste | Album         | Autre(s) crédit(s)           | Réf.   |
| ----- | ------------- | ------- | ------------- | ---------------------------- | ------ |
| 2020  | Dreamlike     | Iz*One  | Bloom*Iz      | Yoon Sang-jo, Kang Yeon-wook |        |
| 2020  | With*One      | Iz*One  | Oneiric Diary | Iz*One                       |        |
| 2023  | Mine          | IVE     | I’ve Ive      | Aucun(s)                     | [ 31 ] |
| 2023  | Shine With Me | IVE     | I’ve Ive      | Aucun(s)                     | [ 31 ] |
| 2023  | OTT           | IVE     | I’ve Mine     | Aucun(s)                     | [ 32 ] |
| 2024  | Blue Heart    | IVE     | Ive Switch    | Aucun(s)                     | [ 33 ] |
| 2025  | Attitude      | IVE     | Ive Empathy   | Seo Ji-eum, Nietzsche        | [ 34 ] |

## Émissions de télévision
| Année                    | Titre                             | Chaîne                | Note(s)               | Réf.                  |
| En tant qu'animatrice    | En tant qu'animatrice             | En tant qu'animatrice | En tant qu'animatrice | En tant qu'animatrice |
| ------------------------ | --------------------------------- | --------------------- | --------------------- | --------------------- |
| 2021—2023                | Music Bank                        | KBS2                  |                       | [ 35 ]                |
| 2021—2024                | Asia Artist Awards                | Weverse               | 4 éditions            | [ 36 ]                |
| 2022—2024                | KBS Song Festival                 | KBS2                  | 3 éditions            | [ 37 ]                |
| 2022                     | Stars' Top Recipe at Fun-Staurant | KBS2                  | ép. 117 & 118         | [ 38 ]                |
| 2022                     | Boss in the Mirror                | KBS2                  | ép. 151 & 152         | [ 39 ]                |
| En tant que participante |                                   |                       |                       |                       |
| 2018                     | Produce 48                        | Mnet                  |                       | [ 40 ]                |

## Distinctions
- 2022 : Korea Youth Hope Award - Entertainment[41]
- 2023 : Asia Celebrity Award aux Asia Artist Awards[42]
- 2024 : Asia Celebrity Award aux Asia Artist Awards[43]
- 2024 : Queen of AAA aux Asia Artist Awards[43]